# Джарджава
Джарджава, Джер-Джава (крим. Cer Cava — «земля», також Восход) — місцевість на західній околиці території Керченської міськради, офіційно вважається частиною міста Керч. Фактично — невелике село з двох вулиць, відділене від основної частини міста незабудованою територією і невеликою промзоною.

## Історія
Вперше, як село Чержау, з 12 дворами і 4 криницями, у доступних джерелах, село зустрічається у «Топографічному описі земель, які дісталися по мирному трактату від Оттоманської Порти у володіння Російської Імперії», 1774 року, відтоді — на воєнно—топографічній карті 1842 року, на котрій хутір Жержава позначений умовною позначкою «хутір», тобто, менше 5 дворів. Вперше позначено на генеральній карті Криму, складеною Федором Чорним, 1790 року, як село Сержау.
У 1860-х роках, після Земської реформи Олександра II, село віднесли до складу Керч-Єнікальського градоначальництва. Згідно «Списку населених місць Таврійської губернії за даними 1864 року», складеному за результатами VIII ревізії 1864 року, Джерджава (Жаржана) — слобідка міського відомства Керч-Єнікальського градоначальництва, з 28 дворами і 153 жителями біля безіменної балки. На трьохверстовій карті 1865—1876 років на хуторі Жержава позначено вже 20 дворів. У «Пам'ятній книзі Таврійської губернії 1889 року» за результатами Х ревізії 1889 року записана Джарджава з 42 дворами і 253 жителями. Надалі у доступних джерелах другої половини XIX — початку XX століття село вже не зустрічається. Джарджава лише згадується у «Пам'ятній книжці Керч-Єнікальського градоначальництва за 1913 рік».
Після окупації Криму Радянською владою, згідно постанові Кримревкома, 25 грудня 1920 року з Феодосійського повіту був виділений Керченський (степовий) повіт, а постановою ревкома № 206 «Про зміну адміністративних кордонів» від 8 січня 1921 року була скасована волосна система, і у складі Керченського повіту був створений Керченський район, у котрий увійшло село (у 1922 році повіти отримали назву округів). 11 жовтня 1923 року, згідно з постановою ВЦВК, до адміністративного поділу Кримської АРСР були внесені зміни, унаслідок чого округи були скасовані і основною адміністративною одиницею став Керченський район до котрого й увійшло село. Згідно зі Списком населених пунктів Кримської АССР за Всесоюзним переписом 17 грудня 1926 року, у селі Джарджава Старо-Карантинної сільради Керченського району налічувалося 88 дворів, з них 86 селянських, населення становило 427 людей, з них 405 українців, 16 росіян, 1 татарин, 1 єврей, 4 записані у графі «інші», діяла російська школа I ступеня (п'ятирічка). Постановою ВЦВК «Про реорганізацію мережі районів Кримської АРСР» від 30 жовтня 1930 року Керченський район скасували і село включили у склад Ленінського, а, з утворенням у 1935 році Маяк-Салинського району (перейменованого 14 грудня 1944 року у Приморський) — у склад нового району. Імовірно, у ході тієї ж реорганізації, була утворена Джарджавська сільрада, оскільки на 1940 рік вона вже існувала. На докладній мапі «РСЧА» Керченського півострова 1941 року у селі позначено 73 двора.
Указом президії Верховної Ради РРФСР від 21 серпня 1945 року Джарджаву було переименовано у Восход і Джарджавську сільраду — у Восходську. З 25 червня 1946 року село у складі Кримської області РРФСР, а 26 квітня 1954 року Кримська область була передана зі складу РРФСР у склад УРСР. Дату включення у Багеровську сільраду поки не установлено: на 15 червня 1960 року село уже числилось у його складі. У період між 1 січня і 1 червня 1977 року була відновлена Октябрська сільрада, до котрої включили Восход. За даними перепису 1989 року у селі проживало 52 людини. 31 серпня того ж року включене у склад Керчі.

### Динаміка кількості населення
| Роки      | 1864 | 1887 | 1926 | 1989 |
| --------- | ---- | ---- | ---- | ---- |
| Населення | 153  | ▲253 | ▲427 | ▼52  |